# Kosi

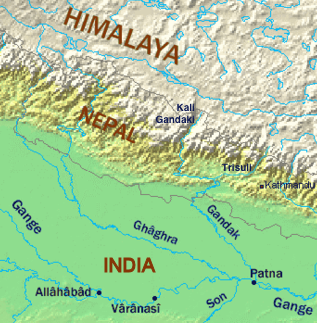
Karta över Ganges och dess bifloder i nordöstra Indien.

Kosi (alternativt Kośi, Koshi, Kusi eller Kauśiki) är en biflod från vänster (från Himalaya, norrifrån) till Ganges. Den avvattnar ett 69.300 km² stort område av Nepal och delstaten Bihar i nordöstra Indien. Under de senaste 250 åren har Kosis lopp förflyttat sig 120 km västerut (uppströms Ganges). Dess oberäkneliga lopp är orsak till många översvämningar, som åstadkommer stor skada på odlingar i Bihar.
En sådan kursändring gjorde floden under sensommaren 2008, varvid översvämningen fördrev mer än en halv miljon människor från sina hem.

## Översvämningen i Bihar 2008
Den 18 augusti 2008 slog floden Kosi in i en gammal flodfåra som den övergav 100 år tidigare nära gränsen mellan Nepal och Indien. Omkring 2,7 miljoner människor rapporterades ha påverkats av att floden bröt igenom flodbanken vid Kusaha i Nepal och översvämmade flera distrikt av Nepal och Indien. 95 procent av flodens vatten strömmade i den nya riktningen.
De värst drabbade distrikten var Supaul, Araria, Saharsa, Madhepura, Purnia, Katihar, delar av Khagaria och norra delarna av Bhagalpur, liksom intilliggande regioner av Nepal. Hjälparbetet utförs med helikoptrar från Indiens flygvapen, som släpper ner räddningsmateriel från Purnia i de värst drabbade distrikten där nära två miljoner människor befinner sig. Antalet dödsfall eller värdet av skadorna har inte kunnat uppskattas, eftersom de drabbade områdena varit fullständigt otillgängliga. Rapporter finns om enstaka händelser där dussintals människor svepts iväg av vattenmassorna.
Delstatsregeringen i Bihar har inrättat en teknisk kommitté, ledd av Nilendu Sanyal som är pensionerad chefsingenjör för vattenstyrelsen, som ska övervaka återuppbyggnadsarbetet och stängningen av den brutna östra flodbanken. Indiska myndigheter har arbetat med att förebygga ytterligare vidgning av öppningen och kanaler grävs för att leda vattnet tillbaka till huvudfåran.
Kosiflodens översvämning har gjort minst 2,5 miljoner människor hemlösa i åtta distrikt av Bihar och lagt 65 000 hektar under vatten. Indiens primärminister har utfärdat ett nationell katastroftillstånd. Indiska armén och frivilligorganisationer hjälps åt i den största räddningsinsatsen på över 50 år..